# Verkkosaari (ö i Södra Savolax, Nyslott, lat 61,87, long 28,88)
Verkkosaari är en ö i Finland. Den ligger i sjön Haukivesi och i kommunen Nyslott i  landskapet Södra Savolax, i den sydöstra delen av landet, 280 km nordost om huvudstaden Helsingfors. Öns area är 1,7 hektar och dess största längd är 300 meter i nord-sydlig riktning.